# Åstrup, Sejlstrup, Børglum Amt
Åstrup, Sejlstrup, Børglum Amt blev oprettet i 1662 af Åstrup og Sejlstrup Len, Børglum Len samt den nordlige halvdel af det tidligere Ålborghus Len. Dvs. den del af det gamle len, som lå nord for limfjorden. Amtet bestod af herrederne:
- Børglum
- Jerslev
- Horns
- Kær
- Vennebjerg
- Vester Han
- Øster Han

Amtet blev nedlagt ved reformen af 1793. Kær Herred indgik derefter i Ålborg Amt. Vester Han Herred indgik i Thisted Amt. De øvrige fem herreder indgik i Hjørring Amt.

## Amtmænd
- 1781 – 1793: Theodosius von Levetzau